# Hoplodino continentalis
Hoplodino continentalis – gatunek kosarza z podrzędu Laniatores i rodziny Podoctidae.

## Występowanie
Gatunek wykazany z Singapuru.